# Lista episoadelor din Totul despre sex
Aceasta este lista episoadelor din Totul despre sex, un serial american produs de HBO pe baza scrierilor lui Candace Bushnell.

## Prezentare generală
| Sezonul | Sezonul | Episoade | Episoade | Premiera TV      | Premiera TV        | Lansare pe DVD    | Lansare pe DVD    | Lansare pe DVD   |
| Sezonul | Sezonul | Episoade | Episoade | Prima transmisie | Ultima transmisie  | Regiunea 1        | Regiunea 2        | Regiunea 4       |
| ------- | ------- | -------- | -------- | ---------------- | ------------------ | ----------------- | ----------------- | ---------------- |
|         | 1       | 12       | 12       | 6 iunie 1998     | 23 august 1998     | 23 mai 2000       | 6 august 2001     | 2 octombrie 2008 |
|         | 2       | 18       | 18       | 6 iunie 1999     | 3 octombrie 1999   | 22 mai 2001       | 1 iulie 2002      | 2 octombrie 2008 |
|         | 3       | 18       | 18       | 4 iunie 2000     | 15 octombrie 2000  | 21 mai 2002       | 1 iulie 2002      | 2 octombrie 2008 |
|         | 4       | 18       | 18       | 3 iunie 2001     | 10 februarie 2002  | 20 mai 2003       | 3 martie 2003     | 2 octombrie 2008 |
|         | 5       | 8        | 8        | 21 iulie 2002    | 8 septembrie 2002  | 30 decembrie 2003 | 17 noiembrie 2003 | 2 octombrie 2008 |
|         | 6       | 20       | 12       | 22 iunie 2003    | 14 septembrie 2003 | 18 mai 2004       | 25 octombrie 2004 | 2 octombrie 2008 |
|         | 6       | 20       | 8        | 4 ianuarie 2004  | 22 februarie 2004  | 28 decembrie 2004 | 25 octombrie 2004 | 2 octombrie 2008 |

## Sezonul 1 (1998)
| Nr. în serial | Nr. în sezon | Titlu                                                    | Regizat de        | Scris de                                   | Data difuzării | Cod de producție |
| ------------- | ------------ | -------------------------------------------------------- | ----------------- | ------------------------------------------ | -------------- | ---------------- |
| 1             | 1            | „Totul despre sex” „Sex and the City”                    | Susan Seidelman   | Darren Star                                | 6 iunie 1998   | 101              |
| 2             | 2            | „Manechine și muritori de rând” „Models and Mortals”     | Alison Maclean    | Darren Star                                | 14 iunie 1998  | 102              |
| 3             | 3            | „Cupluri și celibatari” „Bay of Married Pigs”            | Nicole Holofcener | Michael Patrick King                       | 21 iunie 1998  | 103              |
| 4             | 4            | „Valea bărbaților” „Valley of the Twenty-Something Guys” | Alison Maclean    | Michael Patrick King                       | 28 iunie 1998  | 104              |
| 5             | 5            | „Puterea sexului slab” „The Power of Female Sex”         | Susan Seidelman   | Poveste: Jenji Kohan Scenariu: Darren Star | 5 iulie 1998   | 105              |
| 6             | 6            | „Secrete” „Secret Sex”                                   | Michael Fields    | Darren Star                                | 12 iulie 1998  | 106              |
| 7             | 7            | „Monogamul” „The Monogamists”                            | Darren Star       | Darren Star                                | 19 iulie 1998  | 107              |
| 8             | 8            | „Trio” „Three's a Crowd”                                 | Nicole Holofcener | Jenny Bicks                                | 26 iulie 1998  | 108              |
| 9             | 9            | „Țestoasa și iepurele” „The Turtle and the Hare”         | Michael Fields    | Nicole Avril Susan Kolinsky                | 2 august 1998  | 109              |
| 10            | 10           | „Cine mai vrea să fie mămică?” „The Baby Shower”         | Susan Seidelman   | Terri Minsky                               | 9 august 1998  | 110              |
| 11            | 11           | „Seceta” „The Drought”                                   | Matthew Harrison  | Michael Green Michael Patrick King         | 16 august 1998 | 111              |
| 12            | 12           | „Sex și religie” „Oh Come All Ye Faithful”               | Matthew Harrison  | Michael Patrick King                       | 23 august 1998 | 112              |

## Sezonul 2 (1999)
| Nr. în serial | Nr. în sezon | Titlu                                                                          | Regizat de           | Scris de                        | Data difuzării     | Cod de producție |
| ------------- | ------------ | ------------------------------------------------------------------------------ | -------------------- | ------------------------------- | ------------------ | ---------------- |
| 13            | 1            | „Du-mă la meci” „Take Me Out to the Ballgame”                                  | Allen Coulter        | Michael Patrick King            | 6 iunie 1999       | 201              |
| 14            | 2            | „Crudul adevăr” „The Awful Truth”                                              | Allen Coulter        | Darren Star                     | 13 iunie 1999      | 202              |
| 15            | 3            | „Spectacol pervers” „The Freak Show”                                           | Allen Coulter        | Jenny Bicks                     | 20 iunie 1999      | 203              |
| 16            | 4            | „Și celibatarii se împușcă, nu-i așa?” „They Shoot Single People, Don't They?” | John David Coles     | Michael Patrick King            | 27 iunie 1999      | 204              |
| 17            | 5            | „Patru femei și o înmormântare” „Four Women and a Funeral”                     | Allen Coulter        | Jenny Bicks                     | 4 iulie 1999       | 205              |
| 18            | 6            | „Despre infidelitate” „The Cheating Curve”                                     | John David Coles     | Darren Star                     | 11 iulie 1999      | 206              |
| 19            | 7            | „Nunta” (I) „The Chicken Dance”                                                | Victoria Hochberg    | Cindy Chupack                   | 18 iulie 1999      | 207              |
| 20            | 8            | „Bărbatul, mitul și Viagra” „The Man, The Myth, The Viagra”                    | Victoria Hochberg    | Michael Patrick King            | 25 iulie 1999      | 208              |
| 21            | 9            | „Obiceiurile bărbaților” „Old Dogs, New Dicks”                                 | Alan Taylor          | Jenny Bicks                     | 1 august 1999      | 209              |
| 22            | 10           | „Clase sociale” „The Caste System”                                             | Allison Anders       | Darren Star                     | 8 august 1999      | 210              |
| 23            | 11           | „Evoluție” „Evolution”                                                         | Pam Thomas           | Cindy Chupack                   | 15 august 1999     | 211              |
| 24            | 12           | „Dulce durere...” „La Douleur Exquise!”                                        | Allison Anders       | Ollie Levy Michael Patrick King | 22 august 1999     | 212              |
| 25            | 13           | „Jocuri” „Games People Play”                                                   | Michael Spiller      | Jenny Bicks                     | 29 august 1999     | 213              |
| 26            | 14           | „Povestea se repetă” „The Fuck Buddy”                                          | Alan Taylor          | Darren Star                     | 5 septembrie 1999  | 214              |
| 27            | 15           | „Defecte” „Shortcomings”                                                       | Dan Algrant          | Terri Minsky                    | 12 septembrie 1999 | 215              |
| 28            | 16           | „Merita oare?” „Was It Good For You?”                                          | Dan Algrant          | Michael Patrick King            | 19 septembrie 1999 | 216              |
| 29            | 17           | „Fete și femei” „Twenty-Something Girls vs. Thirty-Something Women”            | Darren Star          | Darren Star                     | 26 septembrie 1999 | 217              |
| 30            | 18           | „Iubiri trecute” „Ex and the City”                                             | Michael Patrick King | Michael Patrick King            | 3 octombrie 1999   | 218              |

## Sezonul 3 (2000)
| Nr. în serial | Nr. în sezon | Titlu                                                   | Regizat de           | Scris de                                   | Data difuzării     | Cod de producție |
| ------------- | ------------ | ------------------------------------------------------- | -------------------- | ------------------------------------------ | ------------------ | ---------------- |
| 31            | 1            | „Nu iese fum...” „Where There's Smoke...”               | Michael Patrick King | Michael Patrick King                       | 4 iunie 2000       | 301              |
| 32            | 2            | „Verticalitate” „Politically Erect”                     | Michael Patrick King | Darren Star                                | 11 iunie 2000      | 302              |
| 33            | 3            | „Femeile atacă” „Attack of the 5'10" Woman”             | Pam Thomas           | Cindy Chupack                              | 18 iunie 2000      | 303              |
| 34            | 4            | „Fată, băiat, fată, băiat...” „Boy, Girl, Boy, Girl...” | Pam Thomas           | Jenny Bicks                                | 25 iunie 2000      | 304              |
| 35            | 5            | „Fără mofturi” „No Ifs, Ands, or Butts”                 | Nicole Holofcener    | Michael Patrick King                       | 9 iulie 2000       | 305              |
| 36            | 6            | „Suntem niște depravate?” „Are We Sluts?”               | Allison Anders       | Cindy Chupack                              | 16 iulie 2000      | 306              |
| 37            | 7            | „Dramă...” „Drama Queens”                               | Allison Anders       | Darren Star                                | 23 iulie 2000      | 307              |
| 38            | 8            | „Dar cu timpul cum stăm?” „The Big Time”                | Allison Anders       | Jenny Bicks                                | 30 iulie 2000      | 308              |
| 39            | 9            | „Rațiune sau simțire?” „Easy Come, Easy Go”             | Charles McDougall    | Michael Patrick King                       | 6 august 2000      | 309              |
| 40            | 10           | „Totul sau nimic” „All or Nothing”                      | Charles McDougall    | Jenny Bicks                                | 13 august 2000     | 310              |
| 41            | 11           | „Sex cu orice preț?” „Running with Scissors”            | Dennis Erdman        | Michael Patrick King                       | 20 august 2000     | 311              |
| 42            | 12           | „E bine să fii sincer?” „Don't Ask, Don't Tell”         | Dan Algrant          | Cindy Chupack                              | 27 august 2000     | 312              |
| 43            | 13           | „Evadare din New York” „Escape from New York”           | John David Coles     | Becky Hartman Edwards Michael Patrick King | 10 septembrie 2000 | 313              |
| 44            | 14           | „Sex în alt oraș” „Sex and Another City”                | John David Coles     | Jenny Bicks                                | 17 septembrie 2000 | 314              |
| 45            | 15           | „Adolescenții de azi” „Hot Child in the City”           | Michael Spiller      | Allan Heinberg                             | 24 septembrie 2000 | 315              |
| 46            | 16           | „In-amici” „Frenemies”                                  | Michael Spiller      | Jenny Bicks                                | 1 octombrie 2000   | 316              |
| 47            | 17           | „Reversul medaliei” „What Goes Around Comes Around”     | Allen Coulter        | Darren Star                                | 8 octombrie 2000   | 317              |
| 48            | 18           | „Cocoși” „Cock a Doodle Do!”                            | Allen Coulter        | Michael Patrick King                       | 15 octombrie 2000  | 318              |

## Sezonul 4 (2001–02)
| Nr. în serial | Nr. în sezon | Titlu                                                            | Regizat de           | Scris de                        | Data difuzării    | Cod de producție |
| ------------- | ------------ | ---------------------------------------------------------------- | -------------------- | ------------------------------- | ----------------- | ---------------- |
| 49            | 1            | „Agonie și Extacy” „The Agony and the 'Ex'-tacy”                 | Michael Patrick King | Michael Patrick King            | 3 iunie 2001      | 401              |
| 50            | 2            | „Criză de identitate” „The Real Me”                              | Michael Patrick King | Michael Patrick King            | 3 iunie 2001      | 402              |
| 51            | 3            | „Punctul pe i” „Defining Moments”                                | Allen Coulter        | Jenny Bicks                     | 10 iunie 2001     | 403              |
| 52            | 4            | „Ce legătură are sexul cu asta?” „What's Sex Got to Do with It?” | Allen Coulter        | Nicole Avril                    | 17 iunie 2001     | 404              |
| 53            | 5            | „Orașul fantomă” „Ghost Town”                                    | Michael Spiller      | Allan Heinberg                  | 24 iunie 2001     | 405              |
| 54            | 6            | „Vorbele nu sunt bune” „Baby, Talk Is Cheap”                     | Michael Spiller      | Cindy Chupack                   | 1 iulie 2001      | 406              |
| 55            | 7            | „Timp și pedeapsă” „Time and Punishment”                         | Michael Engler       | Jessica Bendinger               | 8 iulie 2001      | 407              |
| 56            | 8            | „Calculatorul meu, viața mea” „My Motherboard, My Self”          | Michael Engler       | Julie Rottenberg Elisa Zuritsky | 15 iulie 2001     | 408              |
| 57            | 9            | „Sex la țară” „Sex and the Country”                              | Michael Spiller      | Allan Heinberg                  | 22 iulie 2001     | 409              |
| 58            | 10           | „Despre bărbăție” „Belles of the Balls”                          | Michael Spiller      | Michael Patrick King            | 29 iulie 2001     | 410              |
| 59            | 11           | „Îl păstrez, nu-l păstrez...” „Coulda, Woulda, Shoulda”          | David Frankel        | Jenny Bicks                     | 5 august 2001     | 411              |
| 60            | 12           | „Spune «da»” „Just Say Yes”                                      | David Frankel        | Cindy Chupack                   | 12 august 2001    | 412              |
| 61            | 13           | „Cearta” „The Good Fight”                                        | Charles McDougall    | Michael Patrick King            | 6 ianuarie 2002   | 413              |
| 62            | 14           | „Tot ce strălucește...” „All That Glitters”                      | Charles McDougall    | Cindy Chupack                   | 13 ianuarie 2002  | 414              |
| 63            | 15           | „Rochia de mireasă” „Change of a Dress”                          | Alan Taylor          | Julie Rottenberg Elisa Zuritsky | 20 ianuarie 2002  | 415              |
| 64            | 16           | „Probleme financiare” „Ring A Ding Ding”                         | Alan Taylor          | Amy B. Harris                   | 27 ianuarie 2002  | 416              |
| 65            | 17           | „Vogue” „A 'Vogue' Idea”                                         | Martha Coolidge      | Allan Heinberg                  | 3 februarie 2002  | 417              |
| 66            | 18           | „Inimi în New York” „I Heart NY”                                 | Martha Coolidge      | Michael Patrick King            | 10 februarie 2002 | 418              |

## Sezonul 5 (2002)
| Nr. în serial | Nr. în sezon | Titlu                                         | Regizat de           | Scris de                           | Data difuzării    | Cod de producție |
| ------------- | ------------ | --------------------------------------------- | -------------------- | ---------------------------------- | ----------------- | ---------------- |
| 67            | 1            | „Ridicați ancora!” „Anchors Away”             | Charles McDougall    | Michael Patrick King               | 21 iulie 2002     | 501              |
| 68            | 2            | „Botezul” „Unoriginal Sin”                    | Charles McDougall    | Cindy Chupack                      | 28 iulie 2002     | 502              |
| 69            | 3            | „Norocul” „Luck Be an Old Lady”               | John David Coles     | Julie Rottenberg Elisa Zuritsky    | 4 august 2002     | 503              |
| 70            | 4            | „Fata de pe copertă” „Cover Girl”             | John David Coles     | Judy Toll Michael Patrick King     | 11 august 2002    | 504              |
| 71            | 5            | „Lansarea” „Plus One is the Loneliest Number” | Michael Patrick King | Cindy Chupack                      | 18 august 2002    | 505              |
| 72            | 6            | „Criticii” „Critical Condition”               | Michael Patrick King | Alexa Junge                        | 25 august 2002    | 506              |
| 73            | 7            | „Marea călătorie” „The Big Journey”           | Michael Engler       | Michael Patrick King               | 1 septembrie 2002 | 507              |
| 74            | 8            | „Șarada” „I Love a Charade”                   | Michael Engler       | Cindy Chupack Michael Patrick King | 8 septembrie 2002 | 508              |

## Sezonul 6 (2003–04)
| Partea I      |    |                                                                   |                      |                                 |                    |     |
| 75            | 1  | „La Bursă” „To Market, to Market”                                 | Michael Patrick King | Michael Patrick King            | 22 iunie 2003      | 601 |
| 76            | 2  | „Marile speranțe” „Great Sexpectations”                           | Michael Patrick King | Cindy Chupack                   | 29 iunie 2003      | 602 |
| 77            | 3  | „Cadoul perfect” „The Perfect Present”                            | David Frankel        | Jenny Bicks                     | 6 iulie 2003       | 603 |
| 78            | 4  | „Vorbe în vânt” „Pick-A-Little, Talk-A-Little”                    | David Frankel        | Julie Rottenberg Elisa Zuritsky | 13 iulie 2003      | 604 |
| 79            | 5  | „Relații” „Lights, Camera, Relationship!”                         | Michael Engler       | Michael Patrick King            | 20 iulie 2003      | 605 |
| 80            | 6  | „O săptămână de pauză” „Hop, Skip, and a Week”                    | Michael Engler       | Amy B. Harris                   | 27 iulie 2003      | 606 |
| 81            | 7  | „Bilețelul” „The Post-It Always Sticks Twice”                     | Alan Taylor          | Liz Tuccillo                    | 3 august 2003      | 607 |
| 82            | 8  | „Nunta” (II) „The Catch”                                          | Alan Taylor          | Cindy Chupack                   | 10 august 2003     | 608 |
| 83            | 9  | „Pantofii” „A Woman's Right to Shoes”                             | Tim Van Patten       | Jenny Bicks                     | 17 august 2003     | 609 |
| 84            | 10 | „Tinerețe furată” „Boy, Interrupted”                              | Tim Van Patten       | Cindy Chupack                   | 24 august 2003     | 610 |
| 85            | 11 | „Efectul de domino” „The Domino Effect”                           | David Frankel        | Julie Rottenberg Elisa Zuritsky | 7 septembrie 2003  | 611 |
| 86            | 12 | „Unu” „One”                                                       | David Frankel        | Michael Patrick King            | 14 septembrie 2003 | 612 |
| Partea a II-a |    |                                                                   |                      |                                 |                    |     |
| 87            | 13 | „Să fie lumină!” „Let There Be Light”                             | Michael Patrick King | Michael Patrick King            | 4 ianuarie 2004    | 613 |
| 88            | 14 | „Seri romantice” „The Ick Factor”                                 | Wendey Stanzler      | Julie Rottenberg Elisa Zuritsky | 11 ianuarie 2004   | 614 |
| 89            | 15 | „Catch-38”                                                        | Michael Engler       | Cindy Chupack                   | 18 ianuarie 2004   | 615 |
| 90            | 16 | „Din lac în puț” „Out of the Frying Pan”                          | Michael Engler       | Jenny Bicks                     | 25 ianuarie 2004   | 616 |
| 91            | 17 | „Războiul Rece” „The Cold War”                                    | Julian Farino        | Aury Wallington                 | 1 februarie 2004   | 617 |
| 92            | 18 | „Sfârșitul unei ere” „Splat!”                                     | Julian Farino        | Jenny Bicks Cindy Chupack       | 8 februarie 2004   | 618 |
| 93            | 19 | „O americancă la Paris 1” „An American Girl In Paris (Part Une)”  | Tim Van Patten       | Michael Patrick King            | 15 februarie 2004  | 619 |
| 94            | 20 | „O americancă la Paris 2” „An American Girl In Paris (Part Deux)” | Tim Van Patten       | Michael Patrick King            | 22 februarie 2004  | 620 |